# Ghostwire: Tokyo
Ghostwire: Tokyo ist ein Action-Adventure mit Ego-Shooter-Anteil, das von Tango Gameworks entwickelt und 2022 durch Bethesda Softworks veröffentlicht wurde. Das Spiel erschien am 25. März 2022 für PlayStation 5 und Windows. Am 12. April 2023 folgte eine Umsetzung für Xbox Series X und S.

## Handlung und Spielprinzip
Die Handlung von Ghostwire: Tokyo spielt im heutigen Tokio, in dem die meisten Menschen plötzlich verschwinden und stattdessen Geisterwesen und Dämonen aus der japanischen Folklore die Straßen bevölkern. (Yūrei und Yōkai) Zu Beginn des Spiels versucht ein Geist Besitz vom leblosen Körper des Protagonisten Akito zu ergreifen. Die beiden bilden fortan widerwillig ein Team mit übernatürlichen Fähigkeiten. Akito will seine Schwester retten, wobei sich ihnen ein mysteriöser Antagonist in Hannya-Maske entgegenstellt.
Ghostwire: Tokyo ist ein Action-Adventure in Ego-Perspektive, das paranormale Fähigkeiten in Form eines Ego-Shooter-Gameplays integriert.

## Entwicklung
Ghostwire: Tokyo wurde erstmals auf der E3 2019 angekündigt und von Resident-Evil-Erfinder Shinji Mikami vorgestellt. Das Spiel wurde unter der Regie von Kenji Kimura entwickelt und nutzt die Unreal Engine 4 mit Raytracing-Unterstützung. Nachdem das Spiel ursprünglich für 2021 vorgesehen gewesen war, verschob man den Release im Juli 2021 auf das folgende Jahr. Anfang Februar 2022 gab Bethesda den 25. März 2022 als Erscheinungsdatum bekannt. Nachdem das Spiel für Microsoft Windows und zeitexklusiv auf der PlayStation 5 erschienen war, gab es bereits im November 2022 Gerüchte um eine baldige Veröffentlichung für Xbox Series X/S. Mitte März 2023 wurde der 12. April 2023 als Release-Datum für die Xbox genannt. Zudem wurde eine zeitgleiche Aufnahme in Microsofts Abonnement-Dienst Game Pass und ein kostenloses inhaltliches Spielupdate in Aussicht gestellt. Am 12. April 2023 erschien das Spiel schließlich wie angekündigt für Xbox Series und den Game Pass. Außerdem wurde für alle Plattformen die Erweiterung Der Faden der Spinne veröffentlicht.

## Rezeption
Ghostwire: Tokyo erhielt gemischte bis positive Bewertungen von Kritikern. Gelobt wurde die schön gestaltete Spielwelt sowie die Darstellung japanischer Folklore. Kritisiert wurde hingegen das Spielprinzip, welches wenig Abwechslung birgt. 4Players beschreibt das Spiel als atmosphärisch und hübsch, nennt jedoch die Shooter-Mechanik ausbaufähig und vergleicht die offene Spielwelt, die nach Schema F aufgebaut sei, mit Ubisofts Open-World-Spielen. GamePro-Redakteur Dennis Michel bezeichnet das Open-World-Konzept in seinem Fazit als gescheitert.

„Der Magie-Shooter von Tango Gameworks zeigt, dass eine schicke Open World und eine nette Geschichte an durchschnittlichem Gameplay scheitern können.“

IGN lobt die detaillierte Darstellung von Tokio, kritisiert aber Kampfsystem und uninteressante Aufgaben.